# Сан-Луис (долина)
Долина Сан-Луис (англ. San Luis Valley) — межгорная впадина в Скалистых горах, заключённая между горами Сан-Хуан и Сангре-де-Кристо.
Долина протянулась на 180 км с севера на юг между штатами Колорадо и Нью-Мексико. Ширина долины достигает 90 км. Общая площадь 21 тыс. км². Средняя высота долины — 2300 м, а высота окружающих гор превышает 4000 м.
В западной части долины находятся пески, образующие крупное дюнное поле (где образован Большой дюнный национальный парк). С запада в долину впадает река Рио-Гранде, которая затем вытекает из долины на юг.

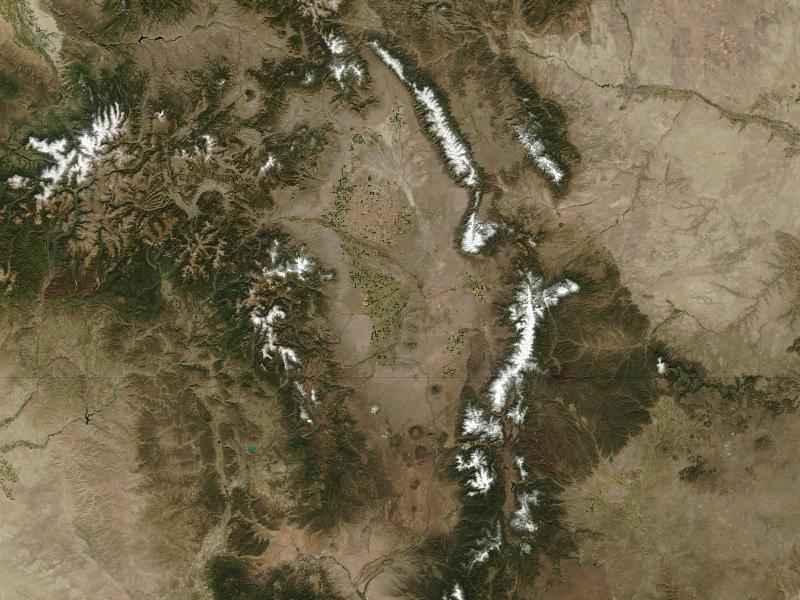
Спутниковый снимок долины Сан-Луис и прилегающих территорий
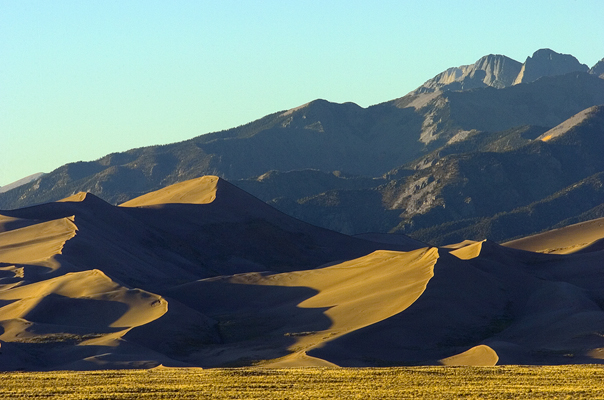
Великие песчаные дюны в западной части долины